# Das besondere Leben der Hilletje Jans
Das besondere Leben der Hilletje Jans ist ein Theaterstück des niederländischen Dramatikers und Regisseurs Ad de Bont.

## Handlung
Das Stück spielt in den Niederlanden des 18. Jahrhunderts.
Hilletje Jans lebt als kleines Mädchen mit ihren Eltern in Utrecht. Nach dem plötzlichen Tod ihrer Eltern kann sie nicht bei ihren dortigen Verwandten bleiben und macht sich daher allein auf den gefährlichen Weg nach Amsterdam, in der Hoffnung, bei ihrer Tante unterzukommen, die dort eine Hafenkneipe betreibt.
Ihre Tante nimmt Hilletje auf. Als in der Kneipe ein Mord geschieht, wird dieser Hilletje angehängt, die daraufhin zur Strafe sieben Jahre in einem Frauengefängnis, einem sogenannten Spinnhaus zubringen muss. Nach dem Absitzen ihrer Strafe kehrt sie zu ihrer Tante und ihrer ebenfalls in der Kneipe beschäftigten Cousine zurück. Hilletje muss, um dort bleiben zu können, schmutzige Arbeiten verrichten und schwere Demütigungen durch ihre Tante und ihre Cousine erleiden, was sie schließlich zur Flucht bewegt.
Als Mann verkleidet, heuert sie unter dem Namen Jan Hille auf einem Schiff als Matrose an. Nach dem Tod des kranken Kapitäns auf See stellt sich die Frage, wer dessen Posten übernehmen soll. Bei einem Angriff von Piraten übernimmt Jan/Hilletje die Führungsrolle und schafft es, durch mutiges und besonnenes Verhalten den Angriff abzuwehren. Somit fällt die Wahl auf sie.
Bei Rückkehr des Schiffs nach Amsterdam hat sich die Kunde vom großen „Kapitän Jan Hille“ bereits herumgesprochen, so dass er als Zeichen der Anerkennung mit einer vornehmen Tochter der Stadt verheiratet werden soll. Hilletje willigt in die Hochzeit ein, woraufhin ihr Rollenspiel enttarnt wird. Da sie sich durch den Rollentausch und die damit „erschlichene“ Hochzeit todeswürdiger Delikte schuldig gemacht hat, wird ihre Hinrichtung gefordert. Schließlich wird jedoch der holländische Prinz als Richter in dieser Sache herbeigerufen, der Hilletje am Ende freispricht.

## Inszenierung
Die Uraufführung des Dramas fand im Jahr 1983 durch Ad de Bonts Kindertheatergruppe „Wederzijds“ statt. Seitdem wurde das Stück auch in Deutschland von mehreren Kinder-, Jugend- und Erwachsenenensembles aufgeführt. Als Zielgruppe gelten Erwachsene sowie Kinder ab acht Jahren.

## Musik
Die Musik zu dem Stück komponierte Guus Ponsioen.